# Étienne Camara
Pour les articles homonymes, voir Camara.
Étienne Amara Camara, né le 30 mars 2003 à Noisy-le-Grand, est un footballeur franco-guinéen qui évolue au poste de milieu défensif au Sporting de Charleroi.

## Biographie

### Carrière en club
Étienne Camara est initialement formé dans son pays natal à l'US Torcy puis au SCO d'Angers. En octobre 2020, il signe pour le club de deuxième division anglaise d'Huddersfield Town, où il rejoint les moins de 19 ans. Cette même saison 2020-2021, il fait ses débuts officiels dans l'équipe première du club lors d'un match de coupe contre Plymouth Argyle le 9 janvier 2021 (défaite 2-3).
Après une saison 2021-2022 où il ne joue pas en équipe première, il gagne ses premières minutes de jeu en Championship le 13 août 2022 lors d'une la victoire 3-1 contre Stoke City. Après trois autres apparitions en tant que remplaçant, il est titulaire en championnat pour la première fois le 17 septembre 2022 contre Cardiff City.
En juillet 2023, il signe un contrat de quatre ans avec le club de première division italienne de l'Udinese Calcio, avec une option pour une saison supplémentaire. Le 1er novembre 2023, il fait ses débuts officiels en équipe première, titulaire lors du match de coupe contre le Cagliari Calcio (défaite 1-2 après prolongation). Ce match constituera sa seule apparition pour l'Udinese, qui laisse le joueur français partir pour le club de première division belge du Sporting de Charleroi en février 2024. Camara signe un contrat jusqu'à mi-2027 avec Charleroi, alors en lutte pour le maintien en Jupiler Pro League.

### Carrière internationale
Camara est éligible pour représenter la France et la Guinée au niveau international. En mai 2023, il est appelé par Landry Chauvin pour disputer la Coupe du monde des moins de 20 ans avec l'équipe de France. Il ne disputera que le dernier match de poules contre le Honduras, pour une élimination des Bleuets malgré la victoire (3-1),.

## Statistiques

### En club
| Saison                | Club                  | Championnat           | Championnat | Championnat | Championnat | Coupe nationale | Coupe nationale | Coupe nationale | Coupe de la Ligue | Coupe de la Ligue | Coupe de la Ligue | Total | Total | Total |
| Saison                | Club                  | Division              | M.          | B.          | P.d.        | M.              | B.              | P.d.            | M.                | B.                | P.d.              | M.    | B.    | P.d.  |
| 2020-2021             | Huddersfield Town     | Championship          | 0           | 0           | 0           | 1               | 0               | 0               | 0                 | 0                 | 0                 | 1     | 0     | 0     |
| 2021-2022             | Huddersfield Town     | Championship          | 0           | 0           | 0           | 0               | 0               | 0               | 0                 | 0                 | 0                 | 0     | 0     | 0     |
| 2022-2023             | Huddersfield Town     | Championship          | 20          | 0           | 0           | 1               | 0               | 0               | 1                 | 0                 | 0                 | 22    | 0     | 0     |
| Sous-total            | Sous-total            | Sous-total            | 20          | 0           | 0           | 2               | 0               | 0               | 1                 | 0                 | 0                 | 23    | 0     | 0     |
| 2023-2024             | Udinese Calcio        | Serie A               | 0           | 0           | 0           | 1               | 0               | 0               | -                 | -                 | -                 | 1     | 0     | 0     |
| 2023-2024             | Charleroi SC          | Division 1A           | 12          | 0           | 0           | 0               | 0               | 0               | -                 | -                 | -                 | 12    | 0     | 0     |
| 2024-2025             | Charleroi SC          | Division 1A           | 20          | 0           | 1           | 0               | 0               | 0               | -                 | -                 | -                 | 20    | 0     | 1     |
| Sous-total            | Sous-total            | Sous-total            | 32          | 0           | 1           | 0               | 0               | 0               | -                 | -                 | -                 | 32    | 0     | 1     |
| Total sur la carrière | Total sur la carrière | Total sur la carrière | 52          | 0           | 1           | 3               | 0               | 0               | 1                 | 0                 | 0                 | 56    | 0     | 1     |